# Olios subpusillus
Olios subpusillus är en spindelart som beskrevs av Embrik Strand 1907. Olios subpusillus ingår i släktet Olios och familjen jättekrabbspindlar.
Artens utbredningsområde är Madagaskar. Inga underarter finns listade i Catalogue of Life.